# La Chomette
La Chomette – miejscowość i gmina we Francji, w regionie Owernia-Rodan-Alpy, w departamencie Górna Loara.
Według danych na rok 1990 gminę zamieszkiwało 128 osób, a gęstość zaludnienia wynosiła 19 osób/km² (wśród 1310 gmin Owernii La Chomette plasuje się na 716. miejscu pod względem liczby ludności, natomiast pod względem powierzchni na miejscu 931.).